# Sebastian Trump
Sebastian Trump (* 1984 in Schwabach) – in künstlerischen Projekten häufig auch Bastus Trump – ist ein deutscher Musikforscher und Klangkünstler.

## Werdegang
Trump studierte von 2004 bis 2009 Jazz-Saxophon und klassisches Saxophon an der Hochschule für Musik Nürnberg. Im Laufe des Studiums begann er sich auf den Bereich Live-Elektronik zu spezialisieren. 2009 erhielt er den Leonhard und Ida Wolf-Gedächtnispreis der Stadt Fürth.
2011 schloss er den Masterstudiengang Sound Studies an der Universität der Künste Berlin ab. Seit 2009 ist der Dozent im Fach Musikrealisation an der Hochschule für Musik Nürnberg und forscht im Bereich der musikalischen Mensch-Maschine-Interaktion.
2012 veröffentlichte er die iPad-Musikapp Orphion.
Von 2014 bis 2017 erhielt er ein Stipendium der STAEDTLER-Stiftung für ein Promotionsprojekt zum Thema Genetische Improvisation.
Seit 2015 unterrichtet er als Lehrbeauftragter an der Fakultät Informatik der Technischen Hochschule Nürnberg Georg Simon Ohm.
Er lebt und arbeitet in Nürnberg.

## Veröffentlichungen

### Zeitschriftenartikel
- 2017: Musikalische Metakreation. Entgrenzung funktionaler Identitäten im Zeichen des Digitalen, In: nmz – neue musikzeitung, Ausgabe 4/2017[5]

### Konferenzbeiträge
- 2017: Konzeption einer webbasierten Benutzerschnittstelle zur Unterstützung des Jazz-Piano Unterrichts. In: Workshop Musik trifft Informatik, Jahrestagung der Gesellschaft für Informatik (mit Stefan Balke, Paul Bießmann und Meinard Müller)[6]
- 2016: The Evolution of Sound Cells. Pivot Point for the Analysis and Creation of Musical Improvisation. In: Proceedings of the 4th International Workshop on Musical Metacreation (MUME2016), Paris
- 2015: GenImpro: Analysewerkzeug, Forschungsumgebung und generatives System für musikalische Evolution. In: Mensch und Computer 2015 – Workshopband, S. 317–324[7]
- 2014: Orphion: A gestural multitouch instrument for the iPad. In: Proceedings of the 14th International Conference on New Interfaces for Musical Expression[8]

## Künstlerische Projekte und Ausstellungen
- 2018: Interaktive Tanztheater-Produktion TRIGGER mit Gunnar Seidel (Regie) und Alexandra Rauh (Choreographie), Künstlerhaus Nürnberg
- 2015: Blind Date, net:works-Festival der Metropolregion: Aleatorisches Ensemblestück für 8 Musiker[9] (Videodokumentation https://vimeo.com/150357914)
- 2015: Interaktive Klanginstallation Drip, Höhlenmediale am Wendelstein
- 2015: Klangimprovisation duas terras uma voz, Palazzo Pamphili, Rom, IT
- 2015: Klangimprovisation BOX {contra} BASS, Boxwerk München
- 2014: Entropie, Metropolmusik-Festival, Nürnberg, Duo für Schlagzeug und Saxophon mit Live-Elektronik
- 2013: Interaktive Installation Orphion, Canadian Science and Technology Museum, Ottawa, CA
- 2012: KlangimprovisationQUADROPHONIA II, Internationales Festival für experimentellen Klang, u. a. mit Micha Amman, Andre Bartetzki, Lawrence Casserley
- 2012: Interaktive Installation Orphion, ZKM Medienmuseum, Karlsruhe[10]
- 2012: Klanginstallation Goldrauschen II, Crailsheim
- 2011: Klanginstallation Goldrauschen, ORTUNG VII, Schwabach (Videodokumentation https://vimeo.com/27622397)
- 2010: Interdisziplinäres Kunstprojekt Sans Souci mit Katrin Kaa Riedl (Video) und Alexandra Rauh (Choreographie) im Gemeinschaftshaus Langwasser, Nürnberg
- 2009: Im Auge der Zentrifuge – Klanginstallation mit Performance in der Zentrifuge auf AEG, Nürnberg
- 2009: romantic space sound – Klanginstallation und Performance zur Blauen Nacht 2009, Künstlerhaus Nürnberg